# Псалом 71
Псалом 71 (у масоретській нумерації — 72) — сімдесять перший псалом із Книги псалмів. Традиційно вважається, що він був написаний царем Соломоном. Деякі дослідники вважають, що псалом був написаний Давидом, щоб висловити надію на Соломона. У грецькій версії Біблії Септуаґіанті та в її перекладі з латини Вульгаті також має сімдесять перший порядковий номер. Останні три вірші не належать 71 псалому, а є заключними словами Другої Книги Книги Псалмів, яка охоплює псалми від 41 до 71. Вірш 20 раніше був заключним віршем збірки Давидових псалмів.

## Текст
| Вірш | Гебрейська мова                                                         | Давньогрецька мова (Септуаґінта) | Латинська мова (Вульгата) | Українська мова (Переклад Хоменка) |
| ---- | ----------------------------------------------------------------------- | --- | --- | --- |
| 1    | לִשְׁלֹמֹה: אֱלֹהִים - מִשְׁפָּטֶיךָ, לְמֶלֶךְ תֵּן; וְצִדְקָתְךָ לְבֶן-מֶלֶךְ                          | Εἰς Σαλωμων. ῾Ο θεός, τὸ κρίμα σου τῷ βασιλεῖ δὸς καὶ τὴν δικαιοσύνην σου τῷ υἱῷ τοῦ βασιλέως                                                                               | Psalmus, in Salomonem. | Соломона. Боже, твій розсуд дай цареві, синові царя — твою справедливість.                                                                      |
| 2    | יָדִין עַמְּךָ בְצֶדֶק; וַעֲנִיֶּיךָ בְמִשְׁפָּט                                             | κρίνειν τὸν λαόν σου ἐν δικαιοσύνῃ καὶ τοὺς πτωχούς σου ἐν κρίσει. | [Deus, judicium tuum regi da, et justitiam tuam filio regis; judicare populum tuum in justitia, et pauperes tuos in judicio.                     | Хай судить твій народ по праву, бідних твоїх — по правді.                                                                                       |
| 3    | יִשְׂאוּ הָרִים שָׁלוֹם לָעָם; וּגְבָעוֹת, בִּצְדָקָה                                       | ἀναλαβέτω τὰ ὄρη εἰρήνην τῷ λαῷ σου καὶ οἱ βουνοὶ ἐν δικαιοσύνῃ. | Suscipiant montes pacem populo, et colles justitiam.                                                                                             | Хай гори принесуть народові мир, і горби — справедливість.                                                                                      |
| 4    | יִשְׁפֹּט, עֲנִיֵּי-עָם - יוֹשִׁיעַ, לִבְנֵי אֶבְיוֹן; וִידַכֵּא עוֹשֵׁק                           | κρινεῖ τοὺς πτωχοὺς τοῦ λαοῦ καὶ σώσει τοὺς υἱοὺς τῶν πενήτων καὶ ταπεινώσει συκοφάντην                                                                                     | Judicabit pauperes populi, et salvos faciet filios pauperum, et humiliabit calumniatorem.                                                        | Нехай розсудить бідних з народу, спасе дітей убогих, гнобителя ж розтопче.                                                                      |
| 5    | יִירָאוּךָ עִם-שָׁמֶשׁ; וְלִפְנֵי יָרֵחַ, דּוֹר דּוֹרִים                                     | καὶ συμπαραμενεῖ τῷ ἡλίῳ καὶ πρὸ τῆς σελήνης γενεὰς γενεῶν | Et permanebit cum sole, et ante lunam, in generatione et generationem.                                                                           | Тебе боятимуться, поки сонця і поки місяця, від роду й до роду.                                                                                 |
| 6    | יֵרֵד, כְּמָטָר עַל-גֵּז; כִּרְבִיבִים, זַרְזִיף אָרֶץ                                     | καὶ καταβήσεται ὡς ὑετὸς ἐπὶ πόκον καὶ ὡσεὶ σταγόνες στάζουσαι ἐπὶ τὴν γῆν.                                                                                                 | Descendet sicut pluvia in vellus, et sicut stillicidia stillantia super terram.                                                                  | Хай він, як дощ, зійде на покоси, як злива, що зрошує землю.                                                                                    |
| 7    | יִפְרַח-בְּיָמָיו צַדִּיק; וְרֹב שָׁלוֹם, עַד-בְּלִי יָרֵחַ                                   | ἀνατελεῖ ἐν ταῖς ἡμέραις αὐτοῦ δικαιοσύνη καὶ πλῆθος εἰρήνης ἕως οὗ ἀνταναιρεθῇ ἡ σελήνη.                                                                                   | Orietur in diebus ejus justitia, et abundantia pacis, donec auferatur luna.                                                                      | За його днів квітнутиме справедливість, а мир глибокий — аж доки місяця.                                                                        |
| 8    | וְיֵרְדְּ, מִיָּם עַד-יָם; וּמִנָּהָר, עַד-אַפְסֵי-אָרֶץ                                     | καὶ κατακυριεύσει ἀπὸ θαλάσσης ἕως θαλάσσης καὶ ἀπὸ ποταμοῦ ἕως περάτων τῆς οἰκουμένης.                                                                                     | Et dominabitur a mari usque ad mare, et a flumine usque ad terminos orbis terrarum.                                                              | Він буде правити від моря аж до моря, і від Ріки аж до кінців землі.                                                                            |
| 9    | לְפָנָיו, יִכְרְעוּ צִיִּים; וְאֹיְבָיו, עָפָר יְלַחֵכוּ                                    | ἐνώπιον αὐτοῦ προπεσοῦνται Αἰθίοπες, καὶ οἱ ἐχθροὶ αὐτοῦ χοῦν λείξουσιν· | Coram illo procident Æthiopes, et inimici ejus terram lingent.                                                                                   | Перед ним схиляться його противники, а вороги його лизатимуть порох.                                                                            |
| 10   | מַלְכֵי תַרְשִׁישׁ וְאִיִּים, מִנְחָה יָשִׁיבוּ; מַלְכֵי שְׁבָא וּסְבָא, אֶשְׁכָּר יַקְרִיבוּ                | βασιλεῖς Θαρσις καὶ αἱ νῆσοι δῶρα προσοίσουσιν, βασιλεῖς ᾿Αράβων καὶ Σαβα δῶρα προσάξουσιν·                                                                                 | Reges Tharsis et insulæ munera offerent; reges Arabum et Saba dona adducent:                                                                     | Царі Таршішу й островів принесуть дари, царі Шеви й Севи дадуть гостинці.                                                                       |
| 11   | וְיִשְׁתַּחֲווּ-לוֹ כָל-מְלָכִים; כָּל-גּוֹיִם יַעַבְדוּהוּ                                    | καὶ προσκυνήσουσιν αὐτῷ πάντες οἱ βασιλεῖς, πάντα τὰ ἔθνη δουλεύσουσιν αὐτῷ.                                                                                                | et adorabunt eum omnes reges terræ; omnes gentes servient ei.                                                                                    | Йому поклоняться всі царі, усі народи йому служитимуть.                                                                                         |
| 12   | כִּי-יַצִּיל, אֶבְיוֹן מְשַׁוֵּעַ; וְעָנִי, וְאֵין-עֹזֵר לוֹ                                  | ὅτι ἐρρύσατο πτωχὸν ἐκ χειρὸς δυνάστου καὶ πένητα, ᾧ οὐχ ὑπῆρχεν βοηθός· | Quia liberabit pauperem a potente, et pauperem cui non erat adjutor.                                                                             | Він бо спасе вбогого, що кличе, і бідного, і того, що допомоги не має.                                                                          |
| 13   | יָחֹס, עַל-דַּל וְאֶבְיוֹן; וְנַפְשׁוֹת אֶבְיוֹנִים יוֹשִׁיעַ                                 | φείσεται πτωχοῦ καὶ πένητος καὶ ψυχὰς πενήτων σώσει· | Parcet pauperi et inopi, et animas pauperum salvas faciet.                                                                                       | Над бідним він змилується і над нужденним, і урятує душі бідних.                                                                                |
| 14   | מִתּוֹךְ וּמֵחָמָס, יִגְאַל נַפְשָׁם; וְיֵיקַר דָּמָם בְּעֵינָיו                                 | ἐκ τόκου καὶ ἐξ ἀδικίας λυτρώσεται τὰς ψυχὰς αὐτῶν, καὶ ἔντιμον τὸ ὄνομα αὐτῶν ἐνώπιον αὐτοῦ.                                                                               | Ex usuris et iniquitate redimet animas eorum, et honorabile nomen eorum coram illo.                                                              | Він викупить їхні душі від гніту й насилля, і дорога буде їхня кров в очах у нього.                                                             |
| 15   | וִיחִי-- וְיִתֶּן-לוֹ, מִזְּהַב שְׁבָא: וְיִתְפַּלֵּל בַּעֲדוֹ תָמִיד; כָּל-הַיּוֹם, יְבָרְכֶנְהוּ            | καὶ ζήσεται, καὶ δοθήσεται αὐτῷ ἐκ τοῦ χρυσίου τῆς ᾿Αραβίας, καὶ προσεύξονται περὶ αὐτοῦ διὰ παντός, ὅλην τὴν ἡμέραν εὐλογήσουσιν αὐτόν.                                    | Et vivet, et dabitur ei de auro Arabiæ; et adorabunt de ipso semper, tota die benedicent ei.                                                     | Нехай живе, й дадуть йому золота з Шеви, і будуть молитися за нього завжди і по всі дні його благословити.                                      |
| 16   | יְהִי פִסַּת-בַּר, בָּאָרֶץ-- בְּרֹאשׁ הָרִים: יִרְעַשׁ כַּלְּבָנוֹן פִּרְיוֹ; וְיָצִיצוּ מֵעִיר, כְּעֵשֶׂב הָאָרֶץ  | ἔσται στήριγμα ἐν τῇ γῇ ἐπ᾽ ἄκρων τῶν ὀρέων· ὑπεραρθήσεται ὑπὲρ τὸν Λίβανον ὁ καρπὸς αὐτοῦ, καὶ ἐξανθήσουσιν ἐκ πόλεως ὡσεὶ χόρτος τῆς γῆς.                                 | Et erit firmamentum in terra in summis montium; superextolletur super Libanum fructus ejus, et florebunt de civitate sicut fœnum terræ.          | На землі буде збіжжя удосталь; на верховинах гір шумітиме, ненаначе Ливан, колос, і зацвітуть, як на землі трава, по містах люди.               |
| 17   | יְהִי שְׁמוֹ, לְעוֹלָם-- לִפְנֵי-שֶׁמֶשׁ, ינין (יִנּוֹן) שְׁמוֹ: וְיִתְבָּרְכוּ בוֹ; כָּל-גּוֹיִם יְאַשְּׁרוּהוּ | ἔστω τὸ ὄνομα αὐτοῦ εὐλογημένον εἰς τοὺς αἰῶνας, πρὸ τοῦ ἡλίου διαμενεῖ τὸ ὄνομα αὐτοῦ· καὶ εὐλογηθήσονται ἐν αὐτῷ πᾶσαι αἱ φυλαὶ τῆς γῆς, πάντα τὰ ἔθνη μακαριοῦσιν αὐτόν. | Sit nomen ejus benedictum in sæcula; ante solem permanet nomen ejus. Et benedicentur in ipso omnes tribus terræ; omnes gentes magnificabunt eum. | Ім'я його буде повік благословенне; аж поки сонця, ім'я його буде; в ньому благословляться усі земні народи, і прославлятимуть його усі народи. |
| 18   | בָּרוּךְ, יְהוָה אֱלֹהִים - אֱלֹהֵי יִשְׂרָאֵל: עֹשֵׂה נִפְלָאוֹת לְבַדּוֹ                          | Εὐλογητὸς κύριος ὁ θεὸς ὁ θεὸς Ισραηλ ὁ ποιῶν θαυμάσια μόνος, | Benedictus Dominus Deus Israël, qui facit mirabilia solus.                                                                                       | Благословен Господь, Бог Ізраїля, що творить чудеса, — єдиний.                                                                                  |
| 19   | וּבָרוּךְ, שֵׁם כְּבוֹדוֹ-- לְעוֹלָם: וְיִמָּלֵא כְבוֹדוֹ, אֶת-כֹּל הָאָרֶץ-- אָמֵן וְאָמֵן             | καὶ εὐλογητὸν τὸ ὄνομα τῆς δόξης αὐτοῦ εἰς τὸν αἰῶνα καὶ εἰς τὸν αἰῶνα τοῦ αἰῶνος, καὶ πληρωθήσεται τῆς δόξης αὐτοῦ πᾶσα ἡ γῆ. γένοιτο γένοιτο.                             | Et benedictum nomen majestatis ejus in æternum, et replebitur majestate ejus omnis terra. Fiat, fiat.]                                           | І благословенне його славне ім'я повіки, слава його нехай наповнить усю землю! Нехай так буде! Нехай так буде!                                  |
| 20   | כָּלּוּ תְפִלּוֹת-- דָּוִד, בֶּן-יִשָׁי                                                 | ᾿Εξέλιπον οἱ ὕμνοι Δαυιδ τοῦ υἱοῦ Ιεσσαι. | Defecerunt laudes David, filii Jesse. | Скінчені молитви Давида, сина Єссея. |

## Використання

### Юдаїзм
- Вірші 18–19 є третім та четвертим віршами Баруха Гашема Л'Олама в Песукеї Дезімрі та Баруха Гашема Л'Олама під час Мааріву.[8]

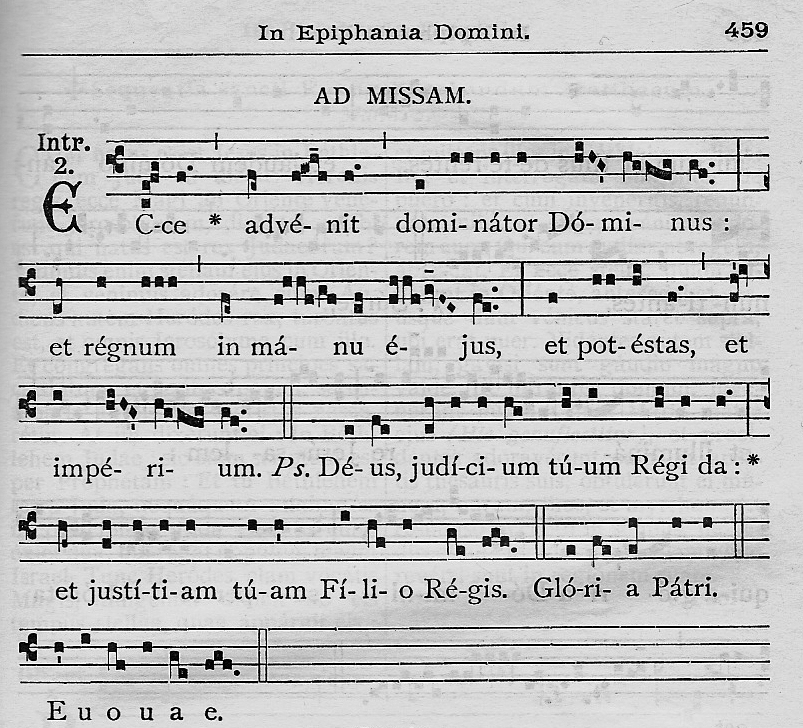
Introitus Epiphanie

### Новий Завіт
- Вірш 18 процитовано у Євангелії від Луки (Лк. 1:68)[9]

### Християнство
- Ісаак Ваттс написав гімн, який є ліричною адаптацією псалому 71.[10]

#### Лютеранська церква
Лютерани використовують цей псалом для святкування Богоявлення кожного року та під час 14 неділі після Зіслання Святого Духа року С.

#### Католицька церква
З часів середньовіччя цей псалом традиційно виконували у монастирях під час ранкової служби у середу відповідно статуту Бенедикта
У репертуарі григоріанського співу вірші 2, 10 і 11 співають під час меси на Богоявлення.
На Літургії годин псалом 71 співають або читають на вечірній у четвер другого тижня. 

### Канадський національний девіз
Національний девіз Канади «A Mari Usque Ad Mare» взятий із псалому 71:8: Він буде правити від моря аж до моря, і від Ріки аж до кінців землі.

## Дивись також
- Соломон
- Цариця Савська
- Суд Соломона